# Linda Estrella
Linda Estrella (Pandan, 3 december 1922 - Hobart, 18 februari 2012) was een Filipijns actrice. Estrella speelde in ongeveer 25 Filipijnse films in de jaren 40 en 50 en werd in juni 2008 geëerd met een eigen ster in de Filipijnse Walk of Fame in Quezon City.

## Biografie
Estrella werd geboren op 3 december 1926 als Consuela Rigotti in Pandan in de provincie Catanduanes. Haar vader, Jose Alcala Rigotti, van deels Italiaanse afkomst was afkomstig uit Polangui, Albay en zijn moeder Francisca Vera uit Pandan. Nadat vroege jeugd in Catanduanes verhuisde ze naar Manilla, waar ze huishoudkunde studeerde aan de Philippine Women's University.
Estrella's filmcarrière begon in 1941 toen ze als tiener de rol van Carmen Rosales speelde in de film Princesita van Sampaguita Pictures. In hetzelfde jaar trouwde ze met Adriano "Aning" Agana, een arts. Samen kregen een jaar later een dochter Tessie Agana. Enkele jaren na de geboorte van Tessie pakte ze haar carrière weer op en speelde ze tot en met 1956 in ongeveer 25 films, waaronder Milyonara At Hampas Lupa, Batas ng Daigdig en Kasaysayan Ni Rudy Concepcion. Daarnaast deed ze regelmatig mee in de radio show Kuwentong Kapitbahay. In 1950 speelde ze samen met dochter Tessie in de film Campo O' Donnell. Deze film was het debuut voor Tessie, die in de jaren erna ook in nog ruim 20 films acteerde en uitgroeide tot een populaire kindster. 
In 1957 emigreerden Linda Estrella en haar man naar de Verenigde Staten, waar haar man een eigen praktijk begon. Ze stopte met acteren en ging werken op de Filipijnse consulaten in Chicago en later in New York. In juni 2008 werd ze geëerd met een eigen ster op de Filipijnse Walk of Fame in Quezon City. Estrella overleed op 89-jarige leeftijd in de Amerikaanse plaats Hobart. 